# Gimnàstica als Jocs Olímpics d'estiu de 2024 - Barres asimètriques
La competició femenina de barres asimètriques als Jocs Olímpics d'estiu de 2024 es va celebrar els dies 28 de juliol i 4 d'agost de 2024 a l'Accor Arena (anomenat Bercy Arena a causa de les normes de patrocini del COI). 80 gimnastes de 35 nacions (del total de 95 gimnastes) van competir en barres asimètriques a la fase de qualificació. L'aparell de barres asimètriques és una modalitat del torneig olímpic que només es disputa en categoria femenina.
Kaylia Nemour va fer història en convertir-se en la primera gimnasta en guanyar una medalla olímpica (a més la d'or) representant el comitè olímpic d'un país africà.

## Rerefons
Aquesta va ser la 20a aparició de l'esdeveniment, després de debutar als Jocs Olímpics d'estiu de 1952. Tant la medallista d'or del 2020 Nina Derwael com la medallista de bronze Sunisa Lee es van classificar per a la final de l'aparell. Va ser l'única final femenina a la qual no es van classificar Simone Biles ni Rebeca Andrade.

## Qualificació
Un Comitè Olímpic Nacional (o NOC) podia incorporar fins a 5 gimnastes qualificades. Es destinen un total de 95 places a la gimnàstica artística femenina.
Els 12 equips classificats van poder enviar 5 gimnastes a la competició per equips, per un total de 60 de les 95 places de quota. Els tres primers equips del Campionat del Món de Gimnàstica Artística 2022 (Estats Units, Gran Bretanya i el Canadà) i els nou primers equips (excloent els ja classificats) al Campionat del Món de Gimnàstica Artística 2023 (Xina, Brasil, Itàlia, Països Baixos, França, Japó, Austràlia, Romania i Corea del Sud) van obtenir les places de qualificació per equips.
Les 35 places restants s'atorguen individualment. Cada gimnasta només pot guanyar una plaça, tret que les gimnastes que van competir amb un equip qualificat eren elegibles per guanyar un segon lloc a la Sèrie de la Copa del Món All Around 2024. Algunes de les proves individuals estan obertes a gimnastes de NOCs amb equips qualificats, mentre que d'altres no. Aquestes places s'ocupen mitjançant diversos criteris basats en el Campionat del Món de 2023, les sèries de la Copa del Món de Gimnàstica Artística FIG 2024, campionats continentals, una garantia de reassignació i una invitació de la Comissió Tripartita.
Cadascuna de les 95 gimnastes qualificades és elegible per a la competició de barres asimètriques, però moltes gimnastes no competeixen en totes les proves d'aparells.

## Format de competició
Les 8 primeres classificades de cada aparell en la fase de qualificació (amb un límit de dos per NOC) van passar a les respectives finals d'aparells. Les finalistes van tornar a actuar a les barres asimètriques. Aleshores es van ignorar les puntuacions de la ronda de qualificació, i només comptaven les puntuacions de la ronda final.

## Programació
| Data                                                                 | Hora  | Ronda        | Subdivisió   |
| -------------------------------------------------------------------- | ----- | ------------ | ------------ |
| 28 de juliol                                                         | 09:30 | Qualificació | Subdivisió 1 |
| 28 de juliol                                                         | 11:40 | Qualificació | Subdivisió 2 |
| 28 de juliol                                                         | 14:50 | Qualificació | Subdivisió 3 |
| 28 de juliol                                                         | 18:00 | Qualificació | Subdivisió 4 |
| 28 de juliol                                                         | 21:10 | Qualificació | Subdivisió 5 |
| 4 d'agost                                                            | 15:40 | Final        | –            |
| Totes les hores són en l'horari d'estiu d'Europa central (UTC+02:00) |       |              |              |

## Resultats

### Qualificació
Les gimnastes que van quedar entre les vuit primeres es van classificar per a la ronda final. En el cas que més de dues gimnastes d'un mateix CON estiguessin entre les vuit primeres, l'última classificada entre elles no es classificaria per a la fase final. En lloc d'això, es classificaria la següent gimnasta millor classificada.
| Posició | Gimnasta             | Dif | Ex    | Pen. | Total  | Qual. |
| ------- | -------------------- | --- | ----- | ---- | ------ | ----- |
| 1       | Kaylia Nemour (ALG)  | 7.1 | 8.500 |      | 15.600 | Q     |
| 2       | Qiu Qiyuan (CHN)     | 6.8 | 8.266 |      | 15.066 | Q     |
| 3       | Sunisa Lee (USA)     | 6.4 | 8.466 |      | 14.866 | Q     |
| 4       | Nina Derwael (BEL)   | 6.5 | 8.233 |      | 14.733 | Q     |
| 5       | Zhang Yihan (CHN)    | 6.4 | 8.300 |      | 14.700 | Q     |
| 6       | Alice D'Amato (ITA)  | 6.3 | 8.366 |      | 14.666 | Q     |
| 7       | Becky Downie (GBR)   | 6.6 | 8.066 |      | 14.666 | Q     |
| 8       | Helen Kevric (GER)   | 6.2 | 8.400 |      | 14.600 | Q     |
| 9       | Simone Biles (USA)   | 6.2 | 8.233 |      | 14.433 | R1    |
| 10      | Rebeca Andrade (BRA) | 6.1 | 8.300 |      | 14.400 | R2    |
| 11      | Sanna Veerman (NED)  | 6.4 | 8.000 |      | 14.400 | R3    |

Reserves
Les reserves per a la final de la prova de barres asimètriques van ser:
1. Simone Biles (USA)
2. Rebeca Andrade (BRA)
3. Sanna Veerman (NED)

### Final
| Posició | Gimnasta            | Dif | Ex    | Pen. | Total  |
| ------- | ------------------- | --- | ----- | ---- | ------ |
| 1       | Kaylia Nemour (ALG) | 7.2 | 8.500 |      | 15.700 |
| 2       | Qiu Qiyuan (CHN)    | 7.2 | 8.300 |      | 15.500 |
| 3       | Sunisa Lee (USA)    | 6.4 | 8.400 |      | 14.800 |
| 4       | Nina Derwael (BEL)  | 6.5 | 8.266 |      | 14.766 |
| 5       | Alice D'Amato (ITA) | 6.4 | 8.333 |      | 14.733 |
| 6       | Helen Kevric (GER)  | 6.4 | 8.166 |      | 14.566 |
| 7       | Becky Downie (GBR)  | 6.5 | 7.133 |      | 13.633 |
| 8       | Zhang Yihan (CHN)   | 6.1 | 6.700 |      | 12.800 |